# Pince-nez

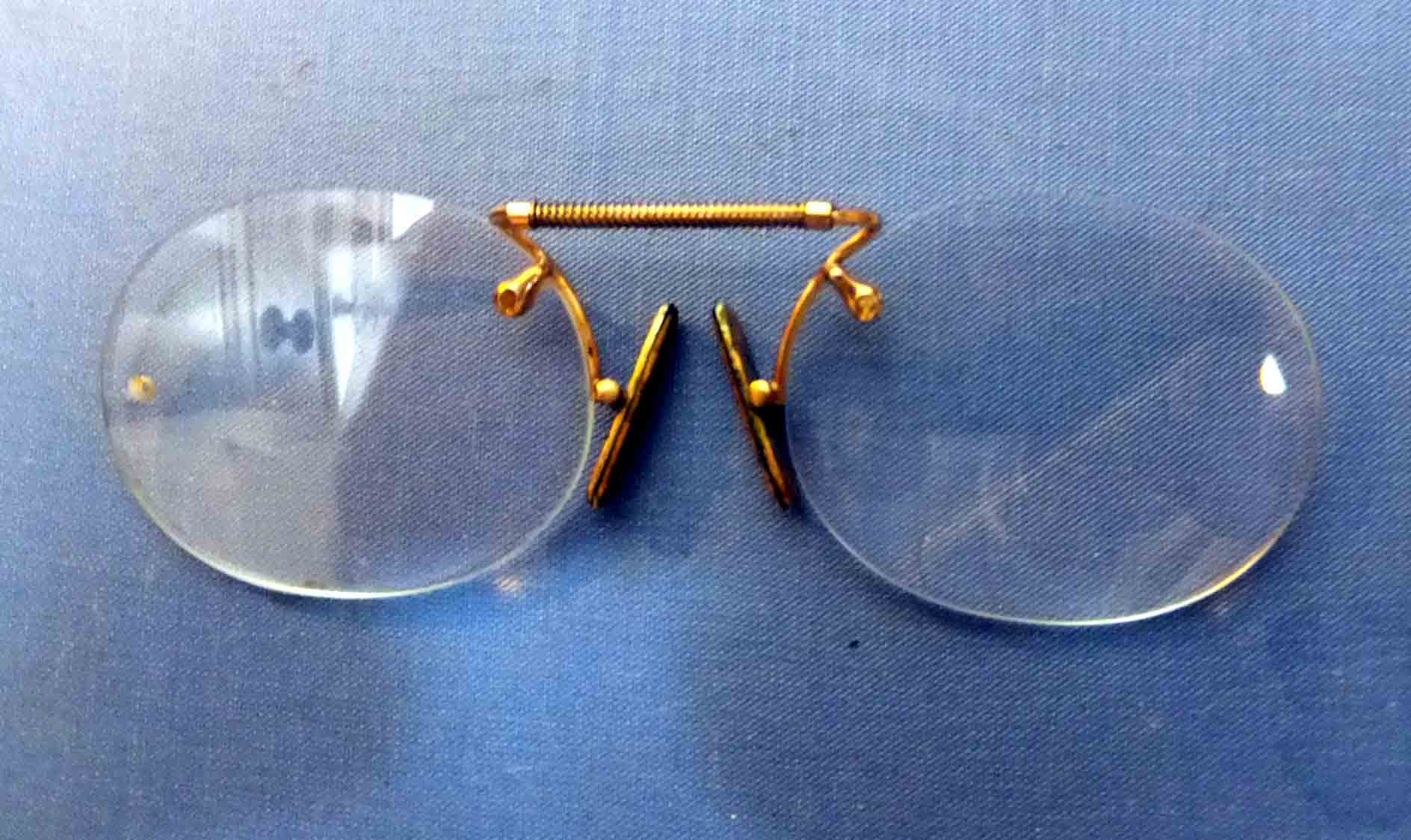
Pince-nez

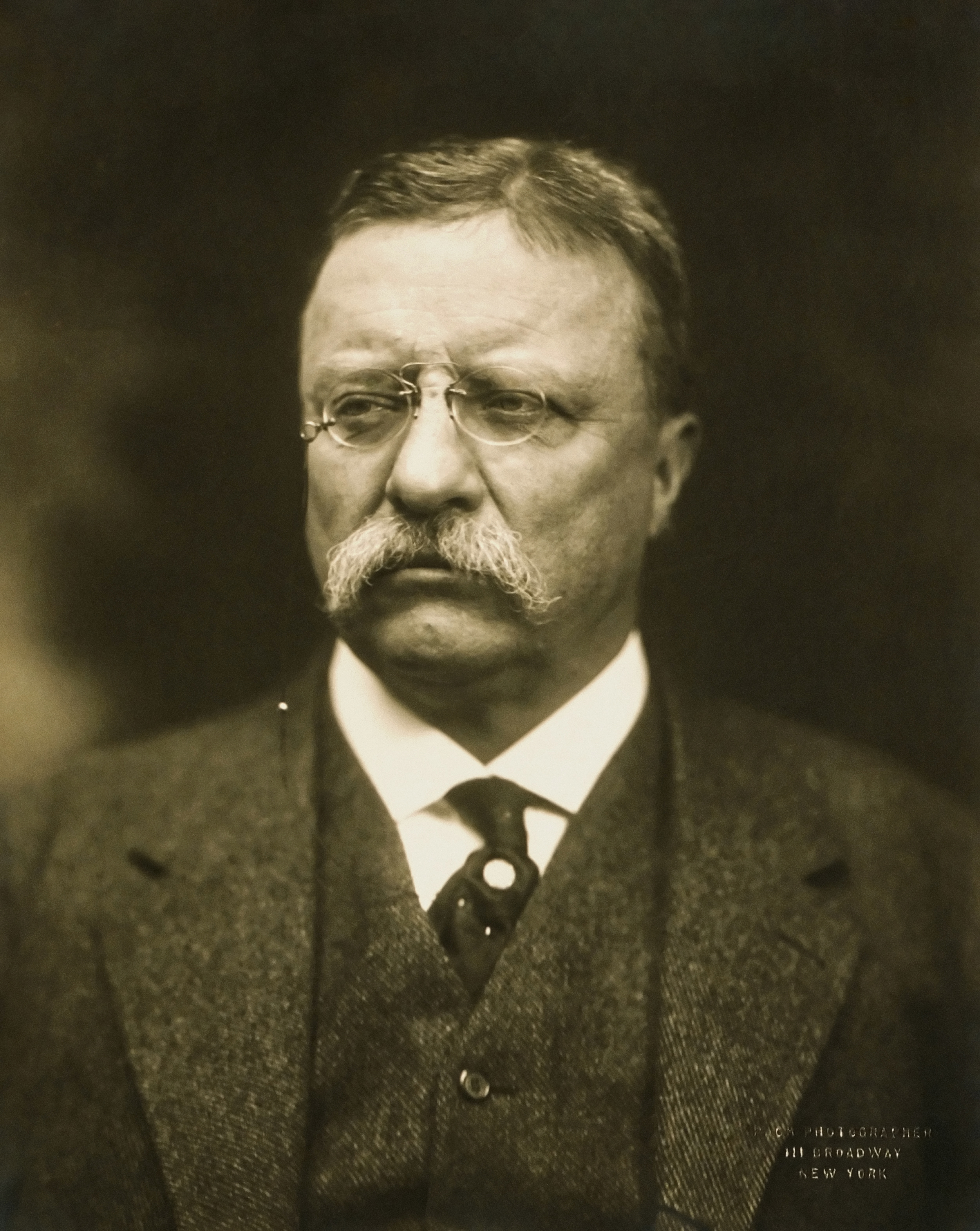
De Amerikaanse president Theodore Roosevelt met een pince-nez.

Een pince-nez of knijpbril is een soort bril zonder poten die op de neus kon worden
vastgeknepen. Dit model bril was populair van ongeveer 1870 - 1945, en werd door zowel mannen als vrouwen gedragen.
Voor mannen kon de pince-nez door middel van een kettinkje met een haakje of clip achter het oor
worden bevestigd. De vrouwelijke variant had aan het uiteinde vaak een haarspeld maar men kon er ook een koordje aan bevestigen dat dan om de nek werd gedragen.
Algemeen beschouwd bestonden er twee varianten namelijk: 
- de pince-nez met een harde brug, hierbij zaten de glazen meestal niet in een montuur en werd de brug door middel van een scharniertje op de neus geklemd;
- de pince-nez met verende brug deze stijl werd na 1900 meer populair.

Tegenwoordig worden pince-nezs eigenlijk niet meer gedragen.
Bekende pince-nezdragers waren onder andere de voormalige Amerikaanse presidenten 
Theodore en Franklin Roosevelt , Woodrow Wilson , koning Gustaaf V van Zweden, groothertog Willem IV van Luxemburg, de Hongaars-Amerikaanse krantenmagnaat Joseph Pulitzer, de Franse componist Erik Satie, de Franse schrijver Émile Zola, de joods-Franse officier Alfred Dreyfus en de Franse schilder Henri de Toulouse-Lautrec.
Ook koningin Wilhelmina en haar gemaal prins Hendrik gebruikten weleens een pince-nez als leesbril.